# Inopus rubriceps
Inopus rubriceps är en tvåvingeart som först beskrevs av Macquart 1847.  Inopus rubriceps ingår i släktet Inopus och familjen vapenflugor. Inga underarter finns listade i Catalogue of Life.